# Grasschoorsteentje
Het grasschoorsteentje (Anthostomella phaeosticta) is een schimmel behorend tot de familie Xylariaceae. Het komt voor op afgevallen bladeren van Ammophila in de zeeduinen. 